# Wara Cajías
Wara Cajías Ponce (Sevilla, 27 de abril de 1975) es una artista, gestora cultural e investigadora de origen boliviano y nacionalidad alemana.

## Biografía
Es conocida fundamentalmente por su trabajo como directora de teatro y gestora cultural. 
Como artista fue galardonada en 2014 con el Premio Nacional de Arte “Eduardo Abaroa” a la mejor dirección de teatro, y su trilogía de video-danza “Dissapeared” fue galardona en 2008 con el Premio Internacional “Grand Prix Palazzo Venezia”-. Trabajó y trabaja como directora y coreógrafa en teatros estatales de Alemania, Suiza, e Irán, así como con compañías independientes en Corea del Sur, Bolivia y España. Entre otros, trabajó con directores como Roberto Ciulli en Theater an der Ruhr y Roudaki Hall, Christophe Marthaler, y Lee Yountaek.
Como gestora cultural, trabajó como directora de los Museos Municipales de la ciudad de La Paz y el Centro Cultural D´Orbigny en Bolivia. Además, implementó programas y actividades artísticas en Bolivia como la Primera Larga Noche de Museos, el Circuito de Cultura y Arte “Circular”, el fondo de creación y producción para artistas escénicos “Pro-escena”, el programa “Museos Educan” para escolares.
Comenzó escribiendo cuentos cortos como Calor, que fue galardonado en 1994 con el Premio Nacional de Cuento “Presencia” y aparece en la antología “La otra Mirada” de la editorial Alfaguara. 
Estudió en la Escuela del Ballet Oficial de Bolivia, en la Universidad de las Artes Folkwang bajo la dirección de Pina Baush, en la Universidad de las Artes ArtEz  (programa EDDC) en Holanda bajo la tutoría de Mary O´Donnel Fulkerson , y cuenta con una maestría en Artes del Espectáculo realizada en la Universidad de Sevilla.

## Obra
Como artista fue galardonada en 2014 con el Premio Nacional de Arte “Eduardo Abaroa” a la mejor dirección de teatro, y su trilogía de video-danza “Dissapeared” fue galardona en 2008 con el Premio Internacional “Grand Prix Palazzo Venezia”-. Trabajó y trabaja como directora y coreógrafa en teatros estatales de Alemania, Suiza, e Irán, así como con compañías independientes en Corea del Sur, Bolivia y España. Entre otros, trabajó con directores como Roberto Ciulli en Theater an der Ruhr y Roudaki Hall, Christophe Marthaler, y Lee Yountaek.
Actualmente trabaja para el Teatro de la ciudad de Marburgo y con la Compañía Co-Sonora en España.

## Premios y distinciones
- 2014 BolivianNational Culture Prize “Eduardo Abaroa” for best theater direction. Bolivia.[1]
- 2008 Premio Internacional “Grand Prix Palazzo Venezia ”  por el mejor vídeo de danza. Italia.[2]
- 1995 Mención de honor en el concurso "children's literature" para la reforma Educativa en Bolivia.
- 1994 Premio Nacional de Cuento “Presencia”